# Valdrôme
Valdrôme är en kommun i departementet Drôme i regionen Auvergne-Rhône-Alpes i sydöstra Frankrike. Kommunen ligger i kantonen Luc-en-Diois som tillhör arrondissementet Die. År 2022 hade Valdrôme 134 invånare.

## Befolkningsutveckling
Antalet invånare i kommunen Valdrôme
Referens:INSEE